# Fabrizio Colamussi
Fabrizio Adolfo Felice Colamussi (Piazza Armerina, 11 giugno 1889 – Lecce, 20 gennaio 1955) è stato un letterato e poeta italiano.

## Biografia
Nacque, in una nobile e antica famiglia pugliese, in Sicilia, perché il padre, ufficiale dei carabinieri, era costretto a continui trasferimenti. 
Visse comunque per gran parte della sua vita a Lecce (sin dal 1905), e quivi morì nel 1955. Ebbe un intenso rapporto epistolare con letterati francesi e di molte altre parti del mondo. Probabilmente egli era più conosciuto e apprezzato dai contemporanei all'estero che in Italia.

## Opere
- Lo spirito della Pietà - dramma - 1915
- Elisabetta d'Austria - dramma storico lirico in 4 atti - 1925
- L'Artide - Dramma - 1939
- Simboli dell'infinito - poesie - 1941
- Linee sull'azzuro - poesia - 1948
- Il faro della latinità - dramma - 1950
- la Fontana di Arethusa - dramma - 1955 (pubblicato postumo)